# Chiesa di Sant'Andrea (Sabiñánigo)
La chiesa di Sant'Andrea, in spagnolo Iglesia de San Andrés, è un luogo di culto cattolico a Satué, frazione del comune spagnolo di Sabiñánigo nella comunità autonoma di Aragona. La sua costruzione risale all'XI secolo. La chiesa ha dignità parrocchiale e dal 1982 è stata dichiarata bene di interesse storico-artistico.

## Storia
La chiesa è stata edificata tra il 1050 e il 1060 in stile romanico-aragonese. Presenta molte similitudini con la non lontana chiesa di San Pietro a Lárrede ed è probabile che l'architetto dei due luoghi di culto sia lo stesso. Durante la guerra civile spagnola ha subito ingenti danni ed è stata necessaria la sua parziale ricostruzione realizzata negli anni settanta.

## Descrizione

### Esterni
La chiesa si trova in posizione abbastanza isolata nella piccola frazione di Satué, ad est rispetto al comune di Sabiñánigo. La facciata a capanna in pietra a vista è semplice in stile romanico a due spioventi con tre grandi finestre a monofora disposte due più in basso e la terza sopra di esse al centro. Il portale caratterizzato dalla cornice leggermente rientrante e con arco a tutto sesto si trova sul lato destro dell'edificio, non sulla facciata. La torre campanaria si alza in posizione arretrata sulla destra ed ha un aspetto solido. La pianta è rettangolare coi lati minori posti anteriormente e posteriormente. La cella si apre davanti con una coppia di finestre a monofora.

### Interni
La navata interna è unica con il presbiterio di dimensioni minime. La copertura è piatta e in legno mentre la volta del presbiterio è a conchiglia e spoglia, come il resto delle pareti interne.